# Balthasar Neumann
Johann Balthasar Neumann  (Eger, 27 de janeiro de 1687 — Wurtzburgo, 19 de agosto de 1753)  foi um engenheiro e arquitecto alemão.

## Biografia
Nasceu em Eger (hoje Cheb) na região da Boémia, República Checa, estudou Matemática entrando mais tarde no exército onde se converteu em Engenheiro Militar, devido aos seus conhecimentos adquiridos do trabalho numa fundição. Participou de forma destacada no cerco a Belgrado, sob as ordens do Príncipe Eugénio de Saboia.
Trabalhava com fundição de metais e depois imigrou para Wurtzburgo em 1711. Por volta de 1717, a poderosa família Schönborn se tornou sua patrocinadora, financiando sua arte. Através dessa família, ele recebeu comissões para a construção de muitos prédios. Em 1718 foi para Milão e em 1723 foi para Paris.
A família Schönborn, que dominava o principado episcopal de Wurtzburgo , decidiu a princípios do século XVIII construir um palácio com o intuito de transladar para aí a sede do episcopado, situado então numa antiga fortaleza. Os primeiros arquitectos da obra foram Maximilian von Welsch (1671-1745) e Johann Dientzenhofer, mas Neumann foi contratado para ajudar a Dientzenhofer, demonstrando uma grande capacidade para o trabalho e convertendo-se no arquitecto principal da obra, que o manteve ocupado durante mais de trinta anos.
Contudo em 1736 o príncipe-bispo desapareceu e o sucessor parecia não ter pressa em terminar as obras da residência, e retirou Neumann das suas funções. Foi preciso esperar por Carl Philipp von Greiffenclau, em 1749, que como novo príncipe-bispo reconduziu Neumann ao seu posto para terminar a obra.
Inspirando-se em alguns dos seus contemporâneos como Lukas von Hildebrandt, Dientzenhofer ou Robert de Cotte), Neumann construiu uma obra emblemática do barroco germânico.
No coração do palácio encontra-se a monumental escadaria com frescos pintados pelo veneziano Giovanni Battista Tiepolo, bem como a sala de honra, a Kaisersaal, cume da pintura mural. Tiepolo, assistido pelo seu filho Domenico, pintou grande parte dos frescos do edifício. Nos seus interiores, destacam-se a Escadaria Central, a Capela e o Grande Salão.
A Residência ficou danificada nos bombardeamentos da II Guerra Mundial, tendo os trabalhos de restauro sido iniciados logo após o fim da guerra.

## Algumas de Suas obras
- Igreja da Peregrinação de Vierzehnheiligen
- Igreja Gaibach
- Igreja de Etwashausen
- Käppele Igreja (1747)
- Igreja Neresheim
- Bruchsal Castelo
- Capela do castelo dos cavaleiros da Ordem Teutônica em Bad Mergentheim.